# Königreich Mandara

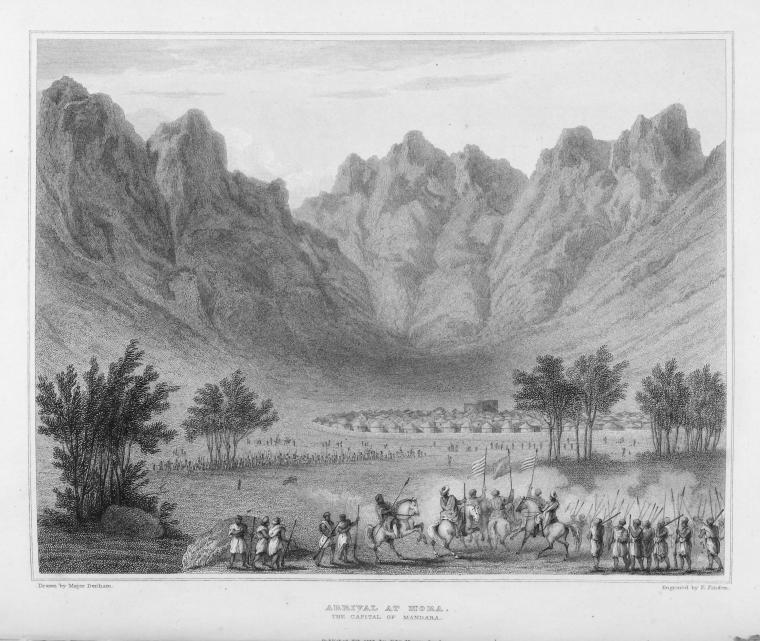
Ankunft des britischen Forschers Edward Francis Finden 1826 in Mora, der Hauptstadt von Mandara.

Das Königreich Mandara (seltener als Wandala bezeichnet) war ein westafrikanisches Königreich im heutigen Kamerun im Gebiet des Mandara-Gebirges. Das heutige Volk der Mandara stammt von den Einwohnern des Königreiches ab.

## Geschichte

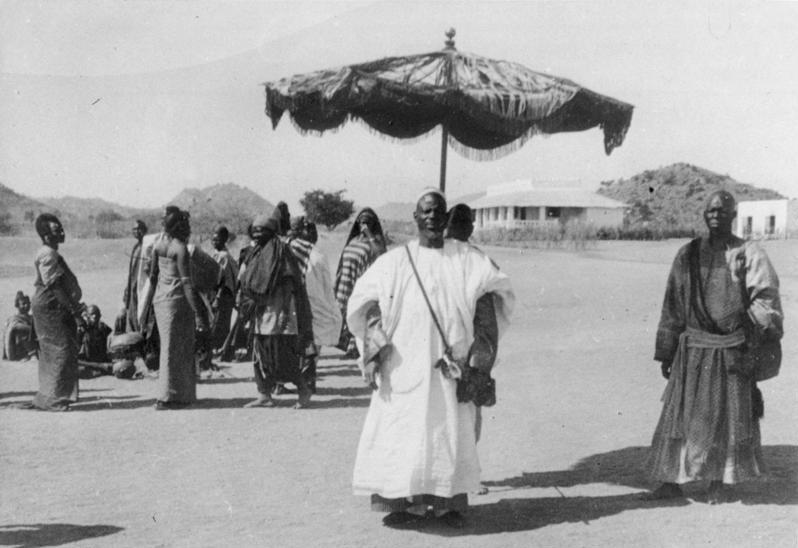
Sultan Bukar Afade 1911/15.

Das noch heute als traditioneller Staat existierende Königreich wurde kurz vor dem Jahre 1500 von der weiblichen Herrscherin Soukda und dem nicht Mandara-stämmigen Jäger Gaya gegründet. Das Königreich hatte bereits Besuche von Fra Mauro (im Jahre 1459) und Leo Africanus (im Jahre 1526), welche detaillierte Informationen über das Königreich nach Europa brachten.
Bereits im ersten Jahrhundert in der Geschichte des Königreiches führten dessen Herrscher Krieg gegen benachbarte Staaten, um sein Territorium auszuweiten. Nachdem die Dulo (auch Duolo genannt) erobert wurden und im Jahre 1580 die Hauptstadt bei Dulo errichtet wurde, begann die Dynastie der Sankre, eines Kriegergeschlechts. Als die Dulo versuchten, den Thron für sich zu beanspruchen, unterstützte das Kaiserreich Kanem-Bornu den Anspruch von Aldawa Nanda, einem Mitglied des Hauses Sankre. Kaiser Idris Alaoma von Borno setzte Nanda persönlich als König im Jahre 1614 ein. Bornu erzielte dadurch eine einflussreiche Position über Mandara.
Mai Bukar Aji, der 25. König, wandelte Mandara im Jahre 1715 in ein Sultanat um, das es für nahezu 200 Jahre bleiben würde. Muslimische Besucher zwangen den König Bukar dazu, zum Islam zu konvertieren, und die Islamisierung des Königreichs wurde auch im größten Teil des nächsten Jahrhunderts fortgesetzt. Das Königreich erlebte ein goldenes Zeitalter unter Bukar und seinem Nachfolger Bukar Guiana (1773–1828). Im Jahre 1781 besiegte Mandara das Kaiserreich von Bornu in einer entscheidenden Schlacht und ließ sein Kontrollgebiet in der Region weiter expandieren. Beim Höhepunkt seiner Macht an der Wende des Jahrhunderts waren insgesamt 15 Stammesfürstentümer dem Reich Mandara tributpflichtig. Allerdings endete die Blütezeit des Reiches im Jahre 1809, als Modibo Adama, ein Fulani-Schüler von Usman dan Fodio, einen Dschihad gegen Mandara führte. Adama nahm während des Dschihad der Fulbe schnell die Hauptstadt Dulo in Besitz, jedoch schlug der Gegenangriff von Mandara seine Truppen alsbald hinter die Grenzen des Königreiches zurück. Adamas Niederlage trieb Borno dazu, sich wieder erneut mit Mandara gegen die Fulani-Eroberer zu verbünden.

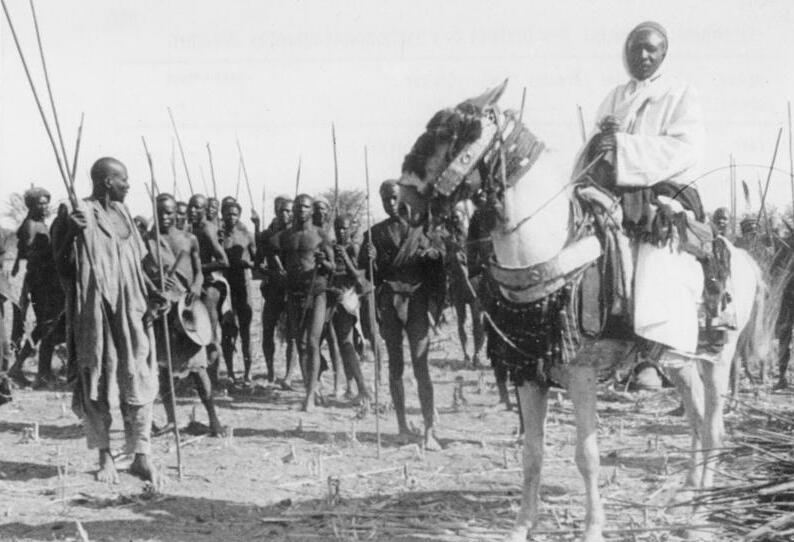
Sultan Bukar Afade (auf dem Ross) mit einer Gefolgschaft seines Volkes, 1911/15.

Der britische Forscher Dixon Denham begleitete eine von Sklaven gestützte Militärexpedition von Borno in das Königreich Mandara im Februar 1823; obwohl er nach der Niederlage der Angreifer nur knapp mit seinem Leben davonkam, brachte er nach Europa eine der ersten Darstellungen und Beschreibungen des Königreiches zurück.
Bis zum Tod des Herrschers Bukai Dgjiama gewannen die nichtmuslimischen Trabantenstaaten wieder an Macht, und die Fulani griffen das Königreich abermals an. Im Jahre 1850 zweifelte Bornu an der Verlässlichkeit des Bündnispartners und attackierte daraufhin selber das geschwächte Königreich. Dieser erneuerte Konflikt begann die Stärke des Königreiches aufzuzehren, was den Weg für die Invasion von Muhammad Ahmads Streitkräften in den 1880er Jahren ebnete. In den Jahren 1895 bis 1896 zerstörte die Armee Muhammad Ahmads Dulo, was einen weiteren Niedergang der Macht Mandaras darstellte. Dennoch existierte das Königreich weiter und drängte den fortwährenden Einfall der Fulani zurück, bis es schließlich im Jahre 1893 oblag.
Im Jahre 1902 wurde das Königreich von Truppen des Deutschen Reiches erobert, welche das Königreich in die deutsche Kolonie Kamerun integrierten. Die Deutschen ließen das Königreich dennoch weiter bestehen und übten auf dessen Herrschaftsbereich per Schutzvertrag nur eine indirekte Herrschaft aus. Doch als Deutschland während des Ersten Weltkriegs in Kamerun besiegt wurde, wurde das Königreich 1918 von Frankreich besetzt. Die französische Verwaltung übte nun direkte Herrschaft auf das Gebiet aus, gliederte es in Französisch-Kamerun ein und hob die Autonomie des Königreiches auf. Frankreich arbeitete daran, die Traditionen und die Sprache Mandaras zugunsten der französischen Civilisation auszumerzen. Im Jahre 1960 wurde das Königreich Mandara schließlich Teil des neuen unabhängigen Kamerun.

## Liste der Herrscher von Mandara
| Amtszeit                   | Amtsinhaber                                   | Anmerkung                         |
| -------------------------- | --------------------------------------------- | --------------------------------- |
| um 1500                    | Gründung des Mandara-Königreiches             | Gründung des Mandara-Königreiches |
| Sultanat von Mandara       |                                               |                                   |
| 1715 bis 1757              |                                               |                                   |
| 1757 bis 1773              | T'Kse Bldi, Sultan                            |                                   |
| 1773 bis 1828              | Bukar D'Gjiama, Sultan                        |                                   |
| 1828 bis 1842              | Hiassae, Sultan                               |                                   |
| 1842 bis 1894              | Bukar Narbanha, Sultan                        |                                   |
| 1894 bis 1902              | Umar Adjara, Sultan                           |                                   |
| 1902                       | Eingegliedert in die deutsche Kolonie Kamerun |                                   |
| 1902 bis 1911              | Umar Adjara, Sultan                           | (fortgesetzt)                     |
| 1911 bis 1915              | Bukar Afade, Sultan                           |                                   |
| 1915 bis 1922              | Umar Adjara, Sultan                           |                                   |
| 1922 bis Mai 1924          | Amada, Sultan                                 |                                   |
| Mai 1924 bis 18. März 1942 | Kola Adama, Sultan                            |                                   |
| 18. März 1942 bis heute    | Hamidu Umar, Sultan                           |                                   |